# Le Clan des aigles (film, 1914)
Pour l’article homonyme, voir Le Clan des aigles.

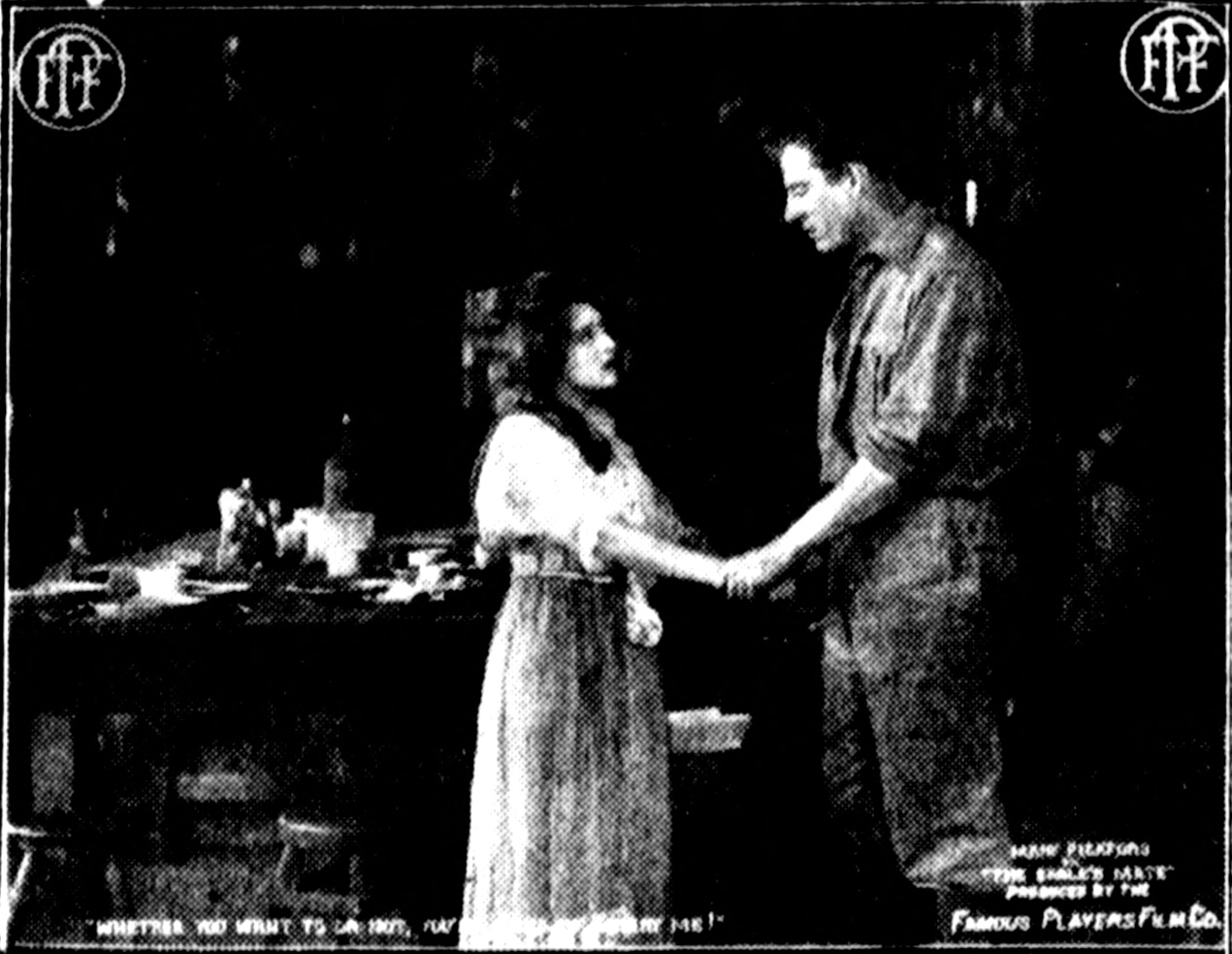
Photographie d'une scène du film, parue dans la presse.

Le Clan des aigles (titre original : The Eagle's Mate) est un film muet américain réalisé par James Kirkwood Sr., sorti en 1914.

## Fiche technique
- Titre original : The Eagle's Mate
- Réalisation : James Kirkwood Sr.
- Scénario : Eve Unsell d'après The Eagle's Mate d'Anna Alice Chapin[1]
- Photographie : Emmett A. Williams
- Producteur : Adolph Zukor
- Société de production : Famous Players film
- Société de distribution : Paramount Pictures
- Pays de production :  États-Unis
- Langue : film muet avec les intertitres  en anglais américain
- Format : Noir et blanc — 35 mm — 1,33:1 — Muet
- Genre : Film dramatique
- Durée : 5 bobines
- Dates de sortie :
  - États-Unis : 5 juillet 1914[2]

## Distribution
- Mary Pickford : Anemone Breckenridge
- James Kirkwood : Lancer Morne
- Ida Waterman : Sally Breckenridge
- Robert Broderick : Abner Morne

non crédités:
- Harry C. Browne : Fisher Morne
- Helen Gilmore : Hagar Morne
- Jack Pickford : A young clansman
- R. J. Henry : Luke Ellsworth
- Russell Bassett : Rev. Hotchkiss
- J. Albert Hall

## Autour du film
- Comme de nombreux films de l'époque, The Eagle's Mate a fait l'objet de coupes de la part de la censure[3]